# Konsulten
Konsulten är en svensk kortfilm från 1993 i regi av Thomas Ryberger. I rollerna ses bland andra Thomas Nystedt, Roland Hedlund och Gerd Hegnell.

## Handling
Peter är arbetslös civilingenjör men utåt låtsas han att allting är bra. Varje morgon tar han sin portfölj och låtsas gå till arbetet. På arbetsförmedlingen får han höra att det inte skapas några arbeten längre. Han blir lovad ett arbete med tuffa villkor av en headhunter. Han accepterar erbjudandet.

## Rollista
- Thomas Nystedt – Peter
- Roland Hedlund – Kåge Hammar
- Gerd Hegnell – Peters mor
- Iwar Wiklander – Erik
- Weiron Holmberg – Eriks arbetskamrat
- Leif Ericson – Mats Falk
- Ralph Carlsson
- Kerstin Hellström
- Maria Hörnelius – assistenten
- Per "Johan" Johansson
- Anna Kristina Kallin
- Robert Ljung
- Birgitta Palme
- Thomas Ryberger

## Om filmen
Konsulten producerades av Christer Nilson för Götafilm AB, Sveriges Television AB TV2 och Nordisk Film- & TV-Fond. Manus skrevs av Nilson tillsammans med Ryberger och Göran Nilsson. Göran Nilsson var även fotograf och klippare. Filmen premiärvisades den 8 september 1993 i TV2 och visades året därefter på Göteborgs filmfestival.